# ガーディアンズ 伝説の勇者たち
『ガーディアンズ 伝説の勇者たち』（ガーディアンズ でんせつのゆうしゃたち、原題: Rise of the Guardians）は、ウィリアム・ジョイス原作の単行本『The Guardians of Childhood』に基づいた、2012年公開のアメリカ合衆国の3DCGアニメーション映画。本作は2012年度ゴールデングローブ賞 アニメ映画賞にノミネートされた。日本では劇場未公開だったが、2013年11月22日にDVDの販売やレンタルが開始された。

## ストーリー
ある夜、月の照らす凍った湖で一人の少年が目覚める。少年の名はジャック・フロスト。目覚めてすぐ足元に転がる木の杖を手に取った彼は、自分に冷気と風を自在に操る力がある事に気付く。しかしなぜそんな力が自分にあるのか、なぜここに居るのかなど、目覚める以前の記憶は全て失われていた。少年は月から自分の名前を教わるが、それ以外は何も知らされる事はなかった。そして人里に降り立ったジャックは村人に声を掛けるが、誰もジャックに反応を示さない。それどころか、次々と彼をすり抜けて歩いていく。自分は誰にも見えない存在なのだと悟ったジャックは、肩を落とし村を去る。
そして300年後。北極に工房を構えるサンタのノースは、子ども達を見守るべく工房に設置してある地球儀の異変に気付く。異変の原因は、かつて恐怖で世界を支配していたブギーマンことピッチ・ブラック。彼が再び活動を始めたことに危機感を感じたノースは、仲間のガーディアン達を緊急招集する。集められたのは、歯の妖精トゥース・フェアリー、イースター・バニー、そして夢を司る妖精サンドマン。対応を協議する彼らの前で、月により助っ人として新たなガーディアンが選ばれる。そして選ばれた人物―それはジャックフロストだった。
一方その頃。ジャックは自由気ままに、イタズラ放題の日々を送っていた。しかし相変わらず彼に気づく者はなく、「誰かに自分の存在を信じてほしい」という願い、孤独感もまた増すばかり。そんなある夜、ジャックの前にイースター・バニーが現れる。そしてノースの工房まで半ば強制的に連れて来られたジャックは、ピッチの復活により子ども達に危機が迫っていること、自らが新しいガーディアンとして選ばれたことを聞かされる。しかしガーディアンとしての責務に縛られたくないジャックはノース達の仲間入りを拒む。その時、トゥースの本拠地である歯の城が襲撃されたとの報が入り、事態は一変する。一行は歯の城に急行するが、城は既にピッチの操る悪夢によって荒らされた後であり、歯も全て盗まれてしまっていた。なぜピッチが歯を狙ったのか不思議がるジャックに、歯には子どもたちの記憶や思い出が込められていることを語るトゥース。そして話の中で、その中にジャックの失われた記憶も含まれていることが判明する。ジャックは自らが何者なのかの答えを探すため、また人々に自分の存在を信じてもらうため、ノース達ガーディアンとともにピッチに立ち向かう覚悟を決めるのだった。

## 登場人物
ジャック・フロスト/Jackson Overland "Jack" Frost
本作の主人公。先端がU字型に折れ曲がった、自分の身の丈を超えるサイズの木の杖を持ち、雪や風を自在に操る霜の妖精。
外見は10代の少年で、白い髪にほのかに青白い皮膚、青い瞳を持ち、霜の模様の入った青色のフード付きトレーナーに茶色っぽいズボンという出で立ちをしている。靴は履いておらず、常に裸足である。体格は細身。
ルールや規律に興味がなく、雪を降らせ子どもたちに"雪休み"をもたらしたり、物を凍らせたりするイタズラをして楽しむのが日課。
人に存在を信じられていないため、彼の姿は人には見えず、また触れることもできない。
ニコラス・セント・ノース/Nicholas St. North（サンタクロース）
"感動"を司るガーディアン。
北極に工房を持ち、ロシア語訛りで快活に喋る白いひげを蓄えた大男で、世に言う「サンタクロース」その人。ガーディアン達のリーダー的存在。両手に大剣を携え豪快に戦うという、サンタとしてはかなり異色のキャラクターである。
E・アスター・バニーマント/E. Aster Bunnymund（イースターバニー）
"希望"を司るガーディアン。
基本的に二足歩行する人型のウサギで、凛々しい太い眉が特徴。大きなブーメランを武器に軽快な動きで戦う。
欧米ではポピュラーな行事であるイースター（復活祭）にはカラフルに色付けされた卵を街のあちこちに隠して、それを子どもたちが探すという風習があるが、その卵を隠す役割を担っているのがこのイースターバニーである。
68年のイースターをジャックに吹雪でめちゃめちゃにされたらしく、その事を未だに根に持っている。
トゥーティアナ/Toothiana（歯の妖精）
"思い出"を司るガーディアン。トゥース・フェアリー。
ハチドリのような鮮やかな緑の体をもつ美しい妖精で、ガーディアン達の中で唯一の女性。子どもたちが寝る前に枕の下に置く抜けた乳歯を集め、代わりにコインを残していくという仕事をしているが、今はその役割をベイビー・トゥースたちに任せ、自身は本拠地の歯の城で指揮を執っている。
サンダーソン・マンスヌージー/Sanderson Mansnoozie（ザントマン）
"夢"を司るガーディアン。劇中では英語読みの"サンドマン"と呼ばれている。
ふくよかな金色の体躯を持つ２頭身のキャラクターで、言葉は発さず、頭の上に色々なマークを出現させることで自分の意思を周りに伝えるのが特徴。金色に輝く魔法の砂を操り、子どもたちに楽しい夢を届けるのが仕事。おちゃめで温厚な性格だが、怒らせると怖い。金色の砂をムチのように変形させて戦う。
ピッチ・ブラック/Pitch Black（ブギーマン）
本作の敵役。かつてあった暗黒時代に力を振るった恐怖の化身。しかし月が呼んだガーディアン達の活躍によって日陰に追いやられ、今では誰にもその存在を信じられなくなっている。
黒い髪に灰色の肌、シルバーゴールドの目を持ち、全身黒の服を着ている。背の高さも特徴で、これは彼の力の大きさにも比例する。暗黒時代の再来を目論み、自身の存在を再び世界中に知らしめようとしている。子供達から夢や希望をうばい、代わりに恐怖を植え付けることで力を増大。しかし、自身もまた存在が消滅することに恐怖しているのだった。
ジェイミー・ベネット/Jamie Bennett
不思議な物事を信じる人間の少年。ジャックフロストが接触してきたことがきっかけで歯が一本抜ける。

## キャスト
| 役名                                         | 原語版                   | 日本語吹替 |
| -------------------------------------------- | ------------------------ | ---------- |
| ジャック・フロスト                           | クリス・パイン           | 落合佑介   |
| ニコラス・セント・ノース / サンタクロース    | アレック・ボールドウィン | 土師孝也   |
| E・アスター・バニーマント / イースターバニー | ヒュー・ジャックマン     | 檀臣幸     |
| トゥーティアナ / 歯の妖精                    | アイラ・フィッシャー     | 石松千恵美 |
| ピッチ・ブラック / ブギーマン                | ジュード・ロウ           | 山路和弘   |
| ジェイミー・ベネット                         | ダコタ・ゴヨ             | 小宮明日翔 |
| サンダーソン・マンスヌージー / サンドマン    | 台詞なし                 | 台詞なし   |

- ＜日本語版制作スタッフ＞

その他声の出演：茜部真弓／明野響香／須藤風花／棟方真梨子／丸田光／福谷真衣／東海林寿剛／松浦裕美子／加藤幹夫／村元勇太／徳山宰極／五十嵐千尋／荻生夏希／小池一輝
演出：向山宏志、字幕翻訳：櫻田美樹、吹替翻訳：平田百合子、録音・調整：猪本純、制作進行：田村幸生（東北新社）、日本語版制作：(株)東北新社

## 制作
2005年、ウィリアム・ジョイスの原作に準拠した映画The Guardians of Childhoodを制作する案が上がったが、実現されなかった。代わりに短編映画であるThe Man in the Moonがウィリアム・ジョイスの監督で制作され、今作の足がかりとなった。
2008年にジョイスは映画の著作権をドリームワークス・アニメーションに譲渡し、ドリームワークスはジョイスの原作を尊重し、製作陣に含めるとした。
本作はジョイスの単行本を元に制作されているが、原作との相違も多く見受けられる。2011年に始まった原作シリーズは登場人物の成り立ちについての物語である一方、映画では300年後に舞台が設定されており、現代においてどのようにキャラクターがガーディアンとしての役割を果たしているかが描かれている。ジョイスはこれについて、「本を読んだ人が映画を見に行って、『原作の方が好きだ』と言って欲しくなかった。それに映画で起こることを事前に原作を読むことで知って欲しくなかった。映画の製作現場では様々な変更が常に起こる。だから私が少し距離を取ることで、映画の世界観作りの助けとして本を使えるようにし、また本と映画が競争関係にならないように配慮をした。」と言っている。ガーディアンズの原案は、ジョイスの娘が「サンタクロースとイースターバニーは会ったことがあるのか」とジョイスに聞いてきたことから生まれた。

## 評価
レビュー・アグリゲーターのRotten Tomatoesでは160件のレビューで支持率は74%、平均点は6.60/10となった。Metacriticでは37件のレビューを基に加重平均値が58/100となった。